# Toolik River
Der Toolik River ist ein etwa 215 km langer rechter Nebenfluss des Kuparuk River im Bereich der North Slope im Norden des US-Bundesstaats Alaska.

## Verlauf
Der Toolik River entspringt am Fuße der nördlichen Vorbergen der Brookskette auf einer Höhe von etwa 960 m. Das Quellgebiet befindet sich 13 km ostsüdöstlich des Toolik Lake. Der Toolik River fließt anfangs in nördlicher Richtung. Nach etwa 5 km kreuzt der Dalton Highway den Flusslauf, nach 6,5 km die Trans-Alaska-Pipeline. Nach 18 Kilometern durchquert der Toolik River eine Niederung zwischen dem 1115 m hohen Imnavait Mountain im Westen und dem 1208 m hohen Slope Mountain im Osten. Anschließend verläuft der Toolik River in der Küstenebene. Er setzt seinen Kurs nach Norden fort. Ab Flusskilometer 63 fließt der Toolik River in Richtung Nordnordwest. Auf seinem Unterlauf durchquert der Toolik River ein Gebiet mit zahlreichen Thermokarst-Seen. Der Toolik River mündet schließlich 50 km südwestlich von Prudhoe Bay auf einer Höhe von 50 m in den weiter westlich fließenden Kuparuk River.

## Namensgebung
Der Fluss erhielt seinen Namen um das Jahr 1951 von Geologen des U.S. Geological Survey (USGS). Der Name stammt aus der Sprache der Eskimo und bezeichnet den
Eistaucher und den Gelbschnabeltaucher.

## Einzugsgebiet
Der Toolik River entwässert ein Areal von etwa 3050 km². Das Einzugsgebiet grenzt im Osten an das des Sagavanirktok River sowie im Westen an das des oberstrom gelegenen Kuparuk River.